# Spooks Run Wild
Série East Side Kids
Bowery Blitzkrieg
(1941) Mr. Wise Guy
(1942)
Pour plus de détails, voir Fiche technique et Distribution.
Spooks Run Wild est un film américain en noir et blanc réalisé par Phil Rosen, sorti en 1941. 

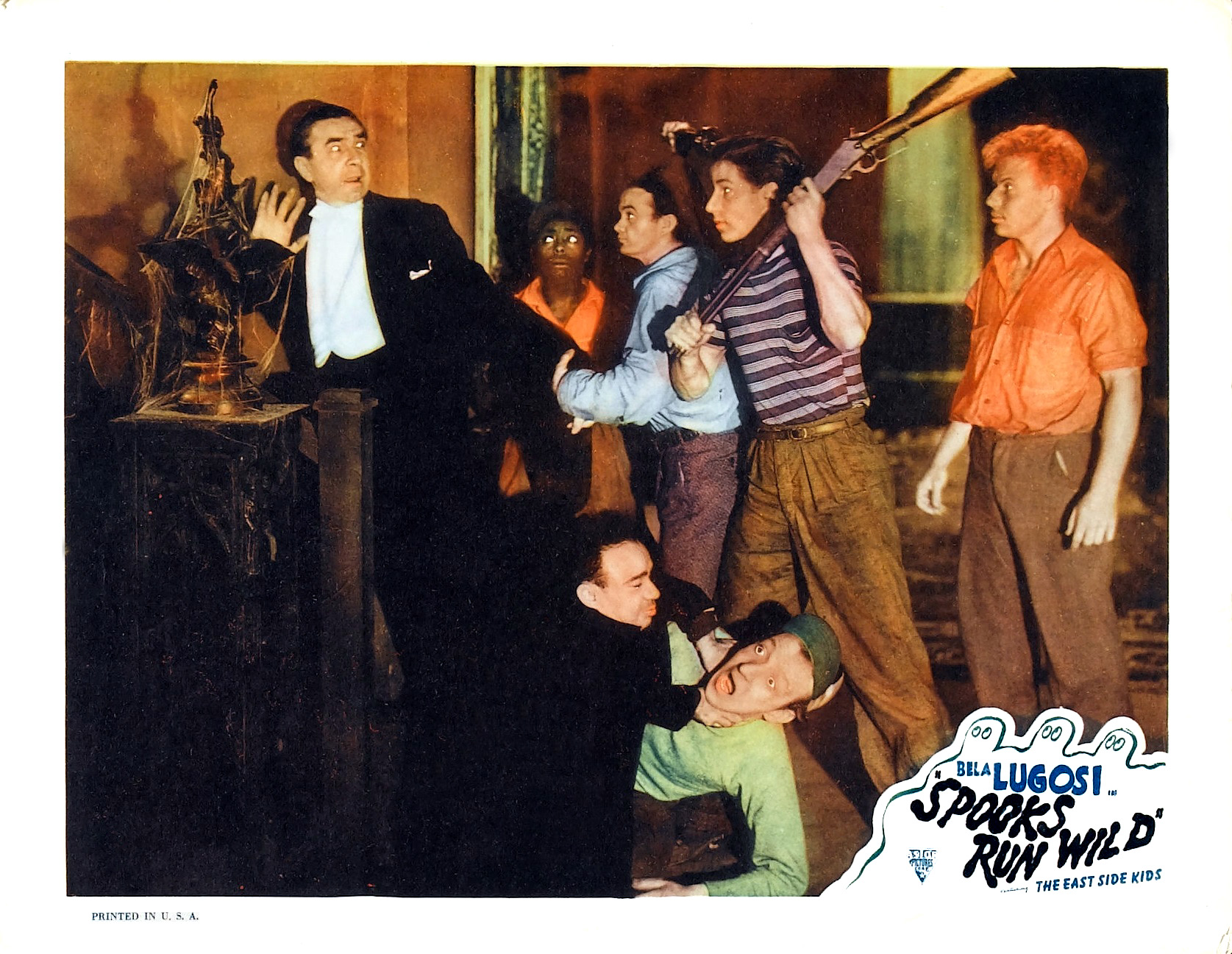
Carte promotionnelle du film lors de sa nouvelle sortie en 1949.

C'est le septième des vingt-deux films que compte la série des East Side Kids (en).

## Synopsis
Les East Side Kids sont envoyés dans un camp de vacances. Peu de temps après leur arrivée, ils rencontrent un homme mystérieux nommé Nardo. Ils supposent que Nardo est le « tueur de monstres » contre lequel ils ont été mis en garde. Leur théorie est renforcée lorsqu'ils voient Peewee, apparemment ressuscité après avoir été abattu, se promener dans la maison de Nardo comme un zombie. Les enfants prennent sur eux de capturer Nardo avant qu'il ne puisse tuer quelqu'un d'autre.

## Fiche technique
- Réalisation : Phil Rosen
- Scénario : Carl Foreman, Charles R. Marion (en)
- Musique : Lange & Porter, A.S.C.A.P.
- Photographie : Marcel Le Picard, A.S.C.
- Montage : Robert Golden
- Producteur : Sam Katzman
- Société de production : Banner Pictures Corp.
- Société de distribution : Monogram Pictures Corporation
- Pays de production :  États-Unis
- Langue originale : anglais américain
- Format : noir et blanc — 35 mm — 1,37:1 — son : mono
- Genre : Comédie horrifique[3]
- Durée : 65 minutes
- Date de sortie : 24 octobre 1941

## Distribution

### The East Side Kids
- Leo Gorcey : Muggs
- Bobby Jordan : Danny
- Huntz Hall : Glimpy
- Sunshine Sammy Morrison : Scruno
- David Gorcey : Peewee
- Donald Haines : Skinny

### Distribution au générique
- Béla Lugosi : Nardo
- Leo Gorcey : Muggs
- Bobby Jordan : Danny
- Huntz Hall : Glimpy
- Sunshine Sammy Morrison : Scruno
- David O'Brien : Jeff Dixon
- Dorothy Short : Linda Mason
- David Gorcey : Peewee
- Donald Haines : Skinny
- Dennis Moore : Dr Van Grosch
- P.J. Kelley : Lem Harvey
- Angelo Rossitto : Luigi
- Guy Wilkerson : gendarme